# Good Omens
Good Omens ist eine biblische Fantasy-Serie der BBC in Kooperation mit Amazon Studios basierend auf dem 1990 erschienenen Fantasy-Roman Ein gutes Omen von Terry Pratchett und Neil Gaiman.
Das Drehbuch schrieb Gaiman selbst, nachdem ihm Pratchett durch einen Brief in seinem Nachlass posthum seinen Segen gegeben hatte. Gaiman überblickte außerdem als Showrunner die gesamte Produktion. Damit fungierte er auch als Geschäftsführer, dieses Amt teilte er sich zudem neben Regisseur Mackinnon mit Pratchetts langjährigem Manager und engstem Vertrauten Rob Wilkins.
Die Hauptrollen übernahmen David Tennant (als Dämon Crowley) und Michael Sheen (als Engel Erziraphael). Das ungleiche Paar rauft sich in der Fantasy-Komödie zusammen, um die ihnen lieb gewordene Erde vor der nahenden Apokalypse zu retten. Die Dreharbeiten dauerten von September 2017 bis Februar 2018. Am 31. Mai 2019 wurde die Serie weltweit in der Onlinevideothek Prime Video erstveröffentlicht. Der öffentlich-rechtliche Fernsehsender BBC Two begann mit einer Ausstrahlung am 15. Januar 2020.
Die erste Staffel war im Erscheinungsjahr für drei Saturn Awards (Gesamtwerk, Tennant, Sheen) und drei Emmy Awards (Kostüme, Musik, Titellied) nominiert.
Am 29. Juni 2021 bestätigte Amazon die Produktion einer zweiten Staffel. Diese basiert laut Neil Gaiman auf der von ihm und Terry Pratchett geplanten Fortsetzung. Sie erschien am 28. Juli 2023.

## Handlung
Bei der ersten Staffel handelt es sich um eine sehr werkgetreue Adaption des Romans von Terry Pratchett und Neil Gaiman. Die Handlung wurde dabei vom Erscheinungsjahr des Romans (1990) ins Jahr der Filmproduktion (2018) verlegt. Hauptfiguren sind der Dämon Crowley und der Engel Aziraphale (Erziraphael in der deutschen Übersetzung des Romans), die sich an das Leben auf der Erde gewöhnt haben und gemeinsam das Ende der Welt und den letzten Kampf zwischen Himmel und Hölle (herbeigeführt durch das Kommen des Antichrist) zu verhindern versuchen.

## Episoden

### Staffel 1
| Nr. (ges.) | Nr. (St.) | Deutscher Titel                             | Originaltitel                                | Erstveröffentlichung UK | Deutschsprachige Erstveröffentlichung (D) | Regie             | Drehbuch    |
| --- | --------- | ------------------------------------------- | -------------------------------------------- | ----------------------- | ----------------------------------------- | ----------------- | ----------- |
| 1 | 1         | Am Anfang                                   | In the Beginning                             | 31. Mai 2019            | 31. Mai 2019                              | Douglas Mackinnon | Neil Gaiman |
| Der Dämon Crowley, ursprünglich die Schlange im Garten Eden, und der Engel Erziraphael leben seitdem auf der Erde. Elf Jahre vor dem Armageddon soll der Antichrist im Krankenhaus eines satanischen Nonnenordens geboren werden. Da gleichzeitig zwei Kinder zur Welt kommen, wird der eigentliche Antichrist Adam, der Sohn eines britischen Paares, mit Warlock, dem Sohn eines amerikanischen Diplomaten, verwechselt. Crowley und Erziraphael, die ihr Gutes und Böses einander neutralisieren, wollen die Apokalypse verhindern und beeinflussen Warlock bis zu seinem elften Geburtstag. Da merken sie, dass er nicht der Antichrist ist, da kein Höllenhund erscheint; dieser kommt derweil zu dem freundlichen Adam und wird von ihm „Hund“ genannt, was das Armageddon initiiert. |           |                                             |                                              |                         |                                           |                   |             |
| 2 | 2         | Das Buch                                    | The Book                                     | 31. Mai 2019            | 31. Mai 2019                              | Douglas Mackinnon | Neil Gaiman |
| Ein Lieferbote führt seinen Auftrag aus, den vier Reitern der Apokalypse Pakete zu bringen, beginnend mit Krieg, die ein antikes Schwert erhält. 1656 wurde die Hexe Agnes Spinner, die ihre Prophezeiungen in einem Buch gesammelt hat, von dem Hexenjäger Du-sollst-nicht-Ehebrechen Läuterer (Thou-Shalt-Not-Commit-Adultery Pulsifer) auf dem Scheiterhaufen verbrannt. Ihr Buch wurde an ihre Nachfahren weitergereicht bis zur amerikanischen Okkultistin Anathema Apparat, der sie die Aufgabe voraussagte, die Welt zu retten. Läuterers britischer Nachfahre Newton wiederum wird von dem Hexenjäger Shadwell rekrutiert. Anathema reist nach Tadfield und trifft dort Adam und seine Freunde. Nachdem sie das ehemalige Konvent aufgesucht hatten, fahren Crowley und Erziraphael versehentlich Anathema an. Agnes’ Buch landet in Crowleys Auto und wird von Erziraphael mitgenommen.                                                             |           |                                             |                                              |                         |                                           |                   |             |
| 3 | 3         | Schwere Zeiten                              | Hard Times                                   | 31. Mai 2019            | 31. Mai 2019                              | Douglas Mackinnon | Neil Gaiman |
| In ihrem Cottage freunden Anathema und Adam sich miteinander an. Erziraphael und Crowley kontaktieren unabhängig voneinander Shadwell, der nach einem Hinweis seinen Rekruten Newton nach Tadfield schickt. Der zweite Reiter der Apokalypse, Hunger, erhält sein Paket, eine Waage. Als Crowley und Erziraphael sich darüber austauschen, was sie über den Antichristen in Erfahrung gebracht haben, verheimlicht Erziraphael seinen Fortschritt und im Streit beenden sie ihre Übereinkunft. |           |                                             |                                              |                         |                                           |                   |             |
| 4 | 4         | Spaß am Samstagmorgen                       | Saturday Morning Funtime                     | 31. Mai 2019            | 31. Mai 2019                              | Douglas Mackinnon | Neil Gaiman |
| Adams unbewusste Kräfte führen zum Auftauchen von Atlantis und eines Kraken. Der Bote überbringt der Reiterin Verschmutzung eine Krone und Tod eine Botschaft. Erziraphael schafft es nicht, Gabriel zu überzeugen, weiterhin gegen das Armageddon vorzugehen; übergeordnete Erzengel stellen indessen wegen ihrer Treffen Erziraphaels Loyalität in Frage. Newton hat auf dem Weg nach Tadfield einen Autounfall und wird von Adam zu Anathema gebracht. Die Höllenfürsten Hastur und Ligur erkennen in Megiddo, dass Warlock nicht der Antichrist ist. Als sie Crowley konfrontieren, zerstört er Ligur mit Weihwasser und sperrt Hastur in den Anrufbeantworter. In seinem Buchladen kontaktiert Erziraphael Gott und spricht mit Metatron. Shadwell, der dies gesehen hat und ihn für einen Dämon hält, will ihn austreiben, wobei Erziraphael in ein Portal zum Himmel tritt und Shadwell eine Kerze umstößt, die den Buchladen in Brand setzt.         |           |                                             |                                              |                         |                                           |                   |             |
| 5 | 5         | Der letzte Ausweg                           | The Doomsday Option                          | 31. Mai 2019            | 31. Mai 2019                              | Douglas Mackinnon | Neil Gaiman |
| Im Himmel weigert Erziraphael sich, der Armee zur Apokalypse anzuschließen, und flieht ohne Körper. Er erscheint Crowley, der Agnes’ Buch gerettet hat, durch das sie erfahren, wer und wo in Tadfield der Antichrist ist. Erziraphael fährt in den Körper des Mediums Madam Tracy, die sich ihrem Nachbarn Shadwell nach Tadfield anschließt. Crowley steckt auf der M25 um London im Stau fest, als diese zu einem Feuerring wird, aber fährt mit seinem Bentley durch das Feuer, was Hastur in die Hölle schickt. Adam setzt seine Kräfte ein, um seine Freunde zu kontrollieren, die für ihn die Welt regieren sollen, doch deren Angst und Abweisung lassen ihn wieder zu seinem menschlichen Selbst werden. Anathema und Newton, Madam Tracy und Shadwell, Adam und seine Freunde, die vier Reiter und schließlich Crowley kommen an der Tadfield Airbase an.                                                                                          |           |                                             |                                              |                         |                                           |                   |             |
| 6 | 6         | Der allerletzte Tag ihres restlichen Lebens | The Very Last Day Of The Rest Of Their Lives | 31. Mai 2019            | 31. Mai 2019                              | Douglas Mackinnon | Neil Gaiman |
| Adam separiert Madam Tracy und Erziraphael in zwei Körper. Während seine Freunde die Reiter besiegen, verhindern Anathema und Newton, dass die Computer der Airbase eine nukleare Katastrophe auslösen. Beelzebub und Gabriel erscheinen, um Adam zu überzeugen, mit dem Armageddon Gotts großen Plan auszuführen, doch Erziraphael stellt in Frage, ob das mit dem unerfindlichen Plan übereinstimmt. Satan erscheint, aber wird von Adam als Vater zurückgewiesen, der mit seinen Kräften alles Zerstörte wiederherstellt. Am nächsten Tag erhalten Anathema und Newton ein Paket mit neuen Prophezeiungen von Agnes, aber behalten sie nicht. Erziraphael und Crowley werden von ihren Vorgesetzten des Verrats verurteilt, Crowley, in Weihwasser zu baden, und Erziraphael, in Höllenfeuer zu treten, was beide jeweils zum Schock aller überleben, da sie vorher Körper getauscht haben. Beide Seiten beschließen, sie auf der Erde in Ruhe zu lassen. |           |                                             |                                              |                         |                                           |                   |             |

### Staffel 2
| Nr. (ges.) | Nr. (St.) | Deutscher Titel    | Originaltitel          | Erstveröffentlichung UK | Deutschsprachige Erstveröffentlichung (D) | Regie             | Drehbuch                       |
| ---------- | --------- | ------------------ | ---------------------- | ----------------------- | ----------------------------------------- | ----------------- | ------------------------------ |
| 7          | 1         | Nackte Tatsachen   | The Arrival            | 28. Juli 2023           | 28. Juli 2023                             | Douglas Mackinnon | Neil Gaiman und John Finnemore |
| 8          | 2         | Die Hiobsbotschaft | The Clue               | 28. Juli 2023           | 28. Juli 2023                             | Douglas Mackinnon | Neil Gaiman und John Finnemore |
| 9          | 3         | Bring mir Suppe!   | I Know Where I’m Going | 28. Juli 2023           | 28. Juli 2023                             | Douglas Mackinnon | Neil Gaiman und John Finnemore |
| 10         | 4         | Zombie-Theater     | The Hitchhiker         | 28. Juli 2023           | 28. Juli 2023                             | Douglas Mackinnon | Neil Gaiman und John Finnemore |
| 11         | 5         | Straßenparty       | The Ball               | 28. Juli 2023           | 28. Juli 2023                             | Douglas Mackinnon | Neil Gaiman und John Finnemore |
| 12         | 6         | Der Weg nach oben  | Every Day              | 28. Juli 2023           | 28. Juli 2023                             | Douglas Mackinnon | Neil Gaiman und John Finnemore |

## Die Mini-Episoden der ersten Staffel
Vor der Titelsequenz der dritten Episode erscheint eine knapp 30-minütige Rückblende durch die Jahrtausende der Menschheitsgeschichte mit den Stationen von Aziraphale (Erziraphael) und Crowley. Sie beschreibt, wie sich Freundschaft und Zusammenarbeit der beiden ungleichen übernatürlichen Wesen über die Zeit entwickeln. Eine direkte Verbindung zur aktuellen Handlung besteht nicht.
- 4004 v. Chr. Garten Eden: Gott fragt Aziraphale, wo das Flammenschwert ist.
- 3004 v. Chr. Mesopotamien: Die Sintflut und Noahs Arche.
- 33 Golgatha: Jesu Kreuzigung, Crawley ändert seinen Namen in Crowley.
- 41 Rom: Austern essen in Petronius’ neuem Restaurant?
- 537 Königreich Wessex: Ritter Erziraphael von der Tafelrunde trifft den Schwarzen Ritter.
- 1601 Globe Theatre London: Shakespeares Stück Hamlet braucht Hilfe.
- 1793 Paris: Eingekerkert während der Französischen Revolution.
- 1862 St. James Park London: Crowley bittet Aziraphale um Weihwasser.
- 1941 London: Gefahr für Aziraphale im Blitzkrieg, Crowley springt ein.
- 1967 Soho London: Aziraphale bringt Crowley Weihwasser.

## Die Mini-Episoden der zweiten Staffel
Neben den aktuellen Handlungen beinhalten die Folgen 1–4 der zweiten Staffel ebenfalls aufwendig produzierte Mini-Episoden in unterschiedlichen Längen. Diese zeigen verschiedene Stationen aus der Vergangenheit der beiden Hauptfiguren. Geschrieben wurden die sogenannten „Minisodes“ von den Co-Autoren John Finnemore, Cat Clarke, Jeremy Dyson und Andy Nyman. Jede Rückblende hat eine eigene Handlung, ist jedoch mit der Haupthandlung der Folge verknüpft und liefert Hintergrundinformationen.

### Before the Beginning (Vor dem Anfang)
In der ersten Folge führt eine durchgehende Minisode von Neil Gaiman und John Finnemore die Zuschauer noch vor der Titelsequenz rund 6.000 Jahre in die Vergangenheit. Schauplatz ist das Weltall, die Erde existiert noch nicht. Die beiden Titelhelden begegnen sich zum ersten Mal. Aziraphale (Erziraphael) ist Crowley (damals noch ein Engel) dabei behilflich, das konzeptionierte Universum aus Sternen, Nebeln und Gasen in Gang zu setzen. Dabei entbrennt eine Diskussion über den Zweck und die zeitliche Begrenzung, die für den Sternenhimmel vorgesehen ist.

### A Companion to Owls (kein deutscher Titel)
Auf mehrere Szenen ist die Minisode mit dem Titel „A Companion to Owls“ von John Finnemore in die Haupthandlung der zweiten Folge integriert. Sie erzählt die Leidensgeschichte von Hiob und seiner Familie. Schauplatz der Handlung ist das biblische Land von Uz, 2500 Jahre v. Chr.: Engel Aziraphale (Erziraphael) und Dämon Crawley (später Crowley) begegnen sich nach einigen Jahrhunderten wieder. Beide wollen verhindern, dass Hiobs Kinder getötet werden und verbünden sich erstmals miteinander.

### The Resurrectionists (kein deutscher Titel)
Die dritte Folge integriert die Minisode „The Resurrectionists“ (dt. die Leichenräuber, geschrieben von Cat Clarke) über mehrere Szenen. Darin reisen Aziraphale (Erziraphael) und Crowley gemeinsam ins schottische Edinburgh des Jahres 1827, um gegen Mitternacht einen Friedhof zu besuchen. Dort steht eine Statue des höchsten Erzengels Gabriel. Dabei lernen sie die junge Grabräuberin Elsbeth kennen, die Leichen an den Chirurgen Mr. Dalrymple für dessen anatomische Forschung verkauft. Aziraphale sabotiert zunächst Elsbeths Bestrebungen, erkennt nach einem Gespräch mit dem Gelehrten aber seinen Irrtum und unterstützt schließlich die Obdachlose.

### Nazi Zombie Flesheaters (kein deutscher Titel)
Die Minisode „Nazi Zombie Flesheaters“ (geschrieben von Jeremy Dyson und Andy Nyman) aus der vierten Folge geht zurück ins London von 1941 und greift eine Rückblende aus der ersten Staffel, Episode 3 auf. Darin wird Aziraphale (Erziraphael) von drei deutschen Geheimagenten bedroht. Crowley kommt seinem Freund zur Hilfe und bringt die Spione zur Strecke. Diese landen daraufhin in der Hölle und werden als Zombies auf die Erde zurückgeschickt mit dem Auftrag, Beweise zu liefern, dass Crowley und Aziraphale aktiv zusammenarbeiten. Den Versuch können die beiden Freunde vereiteln, weil der Engel echte Zaubertricks auf einer Bühne im Londoner Westend anwendet.

## Besetzung und Synchronisation
Dialogbuch und Synchronregie verantwortete Stefan Krüger, die Produktionsleitung für Splendid Synchron lag bei Sonja Müller.
| Rolle                                                                                    | Darsteller                                        | Synchronsprecher                                | Beschreibung | Episoden Hauptrolle                   | Episoden Nebenrolle         |
| Hauptrollen                                                                              | Hauptrollen                                       | Hauptrollen                                     | Hauptrollen | Hauptrollen                           | Hauptrollen                 |
| ---------------------------------------------------------------------------------------- | ------------------------------------------------- | ----------------------------------------------- | --- | ------------------------------------- | --------------------------- |
| Crowley                                                                                  | David Tennant                                     | Gerrit Hamann                                   | Dämon (gefallener Engel), der seit Anbeginn der Zeit auf der Erde lebt; ursprünglich die Schlange, die Eva verführte                             | 1.01–2.06                             |                             |
| Erziraphael (eng. Aziraphale)                                                            | Michael Sheen                                     | Wolfgang Wagner                                 | Engel, der seit ihrer Entstehung auf der Erde lebt; ursprünglich der Wächter eines Tores zum Garten Eden                                         | 1.01–2.06                             |                             |
| Adam Young                                                                               | Sam Taylor Buck                                   | Jonah Krüger                                    | Antichrist, elfjähriger Junge | 1.01–1.06                             |                             |
| Gabriel                                                                                  | Jon Hamm                                          | Sascha Rotermund                                | Anführer der Mächte des Himmels | 1.01–1.04, 1.06–2.03, 2.05–2.06       |                             |
| Deirdre Young                                                                            | Siân Brooke                                       | Susanne Geier                                   | Adams Zieheltern, Warlocks biologische Eltern | 1.01–1.06                             |                             |
| Arthur Young                                                                             | Daniel Mays                                       | Uwe Büschken                                    | Adams Zieheltern, Warlocks biologische Eltern | 1.01–1.06                             |                             |
| Michael                                                                                  | Doon Mackichan                                    | Denise Gorzelanny                               | ein Erzengel | 1.01, 1.03–1.04, 1.06–2.02, 2.05–2.06 |                             |
| Uriel                                                                                    | Gloria Obianyo                                    | Nurcan Özdemir                                  | ein Erzengel | 1.01, 1.03–1.04, 1.06–2.02, 2.05–2.06 |                             |
| Hastur                                                                                   | Ned Dennehy                                       | Felix Spieß                                     | Herzog der Hölle | 1.01–1.02, 1.04–1.06                  |                             |
| Ligur                                                                                    | Ariyon Bakare                                     | Tobias Kluckert                                 | Herzog der Hölle | 1.01–1.02, 1.04–1.05                  |                             |
| Beelzebub                                                                                | Anna Maxwell Martin                               | Julia Biedermann                                | Anführer der Mächte der Hölle | 1.01, 1.05–1.06, 2.06                 |                             |
| Beelzebub                                                                                | Shelley Conn                                      | Julia Biedermann                                | Anführer der Mächte der Hölle | 2.01, 2.03–2.04, 2.06                 |                             |
| Gott (Erzähler)                                                                          | Frances McDormand (Stimme)                        | Heide Bartholomäus                              | | 1.01–1.06, 2.02                       |                             |
| Madame Tracy                                                                             | Miranda Richardson                                | Karin David                                     | Teilzeit-Medium und Kurtisane | 1.02–1.06                             |                             |
| Shax                                                                                     | Miranda Richardson                                | Karin David                                     | Dämonin, Crowleys Vertraute | 2.01–2.06                             |                             |
| (Du-sollst-nicht-)Ehebrechen-Läuterer (eng. (Though-Shalt-Not-Commit-)Adultery-Pulsifer) | Jack Whitehall                                    | Peter Lontzek                                   | Hexenjäger, der Agnes Spinner auf dem Scheiterhaufen verbrannte                                                                                  |                                       | 1.02, 1.04                  |
| Newton Läuterer (eng. Newton Pulsifer)                                                   | Jack Whitehall                                    | Peter Lontzek                                   | Adulterys Nachfahre und Hexenjäger-Rekrut | 1.02–1.06                             |                             |
| Anathema Apparat (eng. Anathema Device)                                                  | Adria Arjona, Reagan Osman (Kind)                 | Giuliana Jakobeit, Maria Hönig (Kind)           | Agnes Spinners letzte Nachfahrin; ebenfalls eine Hexe;                                                                                           | 1.02–1.06                             |                             |
| Hexensucher-Feldwebel Shadwell (eng. Witchfinder Sergeant Shadwell)                      | Michael McKean                                    | Rainer Gerlach                                  | letzter Unteroffizier der einst stolzen Hexenjäger-Armee                                                                                         | 1.02–1.06                             |                             |
| Krieg (eng. War)                                                                         | Mireille Enos                                     | Antje von der Ahe                               | Reiter der Apokalypse | 1.02, 1.05–1.06                       |                             |
| Hunger (eng. Famine)                                                                     | Yusuf Gatewood                                    | Jaron Löwenberg                                 | Reiter der Apokalypse | 1.03, 1.05–1.06                       |                             |
| Verschmutzung (eng. Pollution)                                                           | Lourdes Faberes                                   | Diana Borgwardt                                 | Reiter der Apokalypse | 1.04–1.06                             |                             |
| Tod (eng. Death)                                                                         | Brian Cox (Stimme), Jamie Hill (Darsteller)       | Uli Krohm                                       | Reiter der Apokalypse | 1.04–1.06                             |                             |
| R. P. Tyler                                                                              | Bill Paterson                                     | Hans Bayer                                      | Nachbar der Youngs | 1.03, 1.05–1.06                       |                             |
| Schwester Maria Redeviel (eng. Sister Mary Loquacious) Mary Hodges                       | Nina Sosanya                                      | Ilka Teichmüller                                | Nonne des satanischen Chattering-Ordens von St. Beryl                                                                                            |                                       | 1.01–1.02                   |
| Nina                                                                                     | Nina Sosanya                                      | Ilka Teichmüller                                | Kaffeeladenbesitzerin gegenüber Erziraphaels Buchladen                                                                                           | 2.01–2.06                             |                             |
| Schwester Theresa (eng. Sister Theresa Garrulous)                                        | Maggie Service                                    | Sabine Mazay                                    | Nonne des satanischen Chattering-Ordens von St. Beryl                                                                                            |                                       | 1.01                        |
| Maggie                                                                                   | Maggie Service                                    | Maud Ackermann                                  | Erziraphaels Mieterin und Plattenladenbesitzerin                                                                                                 | 2.01–2.03, 2.05–2.06                  |                             |
| Muriel                                                                                   | Quelin Sepulveda                                  | Maria Koschny                                   | Engel niederen Ranges/Inspektor Wachmeisterin | 2.01–2.03, 2.05–2.06                  |                             |
| Nebenrollen                                                                              |                                                   |                                                 | |                                       |                             |
| Warlock                                                                                  | Samson Marraccino (11 Jahre), Rocco Day (5 Jahre) | Oskar Hansch (11 Jahre), Nikita Stein (5 Jahre) | Kind britischer Eltern, das bei einem amerikanischen Diplomaten aufwächst und für den Antichristen gehalten wird                                 |                                       | 1.01, 1.04                  |
| Thaddeus Dowling                                                                         | Nick Offerman                                     | Matthias Klages                                 | Warlocks Zieheltern, Adams biologische Eltern |                                       | 1.01, 1.04                  |
| Harriet Dowling                                                                          | Jill Winternitz                                   | Nicole Hannak                                   | Warlocks Zieheltern, Adams biologische Eltern |                                       | 1.01, 1.04                  |
| Pepper                                                                                   | Amma Ris                                          | Sarah Tkotsch                                   | Them: Freunde von Adam, später Gefolge des Antichrist                                                                                            |                                       | 1.01–1.02, 1.04–1.06        |
| Brian                                                                                    | Ilan Galkoff                                      | Finn Posthumus                                  | Them: Freunde von Adam, später Gefolge des Antichrist                                                                                            |                                       | 1.01–1.02, 1.04–1.06        |
| Wensleydale                                                                              | Alfie Taylor                                      | Ben Hadad                                       | Them: Freunde von Adam, später Gefolge des Antichrist                                                                                            |                                       | 1.01–1.02, 1.04–1.06        |
| Sandalphon                                                                               | Paul Chahidi                                      | Martin Schubach                                 | ein Erzengel |                                       | 1.01–1.04, 1.06             |
| 1./2./3. Junior-Dämon/Dämon Eric Disposable Demon (Eric)                                 | Paul Adeyefa                                      | Patrick Keller                                  | |                                       | 1.01, 1.04, 1.06, 2.05–2.06 |
| Bote                                                                                     | Simon Merrells                                    | Christoph Banken                                | Postbote, beauftragt mit der weltweiten Auslieferung verschiedener Pakete an die Reiter der Apokalypse                                           |                                       | 1.02–1.04, 1.06             |
| Agnes Spinner (eng. Agnes Nutter)                                                        | Josie Lawrence                                    | Kerstin Sanders-Dornseif                        | Hexe, die im 17. Jahrhundert lebte und die heutigen Ereignisse in ihrem Buch The Nice and Accurate Prophecies of Agnes Nutter, Witch voraussagte |                                       | 1.02, 1.04–1.05             |
| Metatron                                                                                 | Derek Jacobi                                      | Axel Lutter                                     | Sprecher Gottes |                                       | 1.04, 2.06                  |
| Dagon                                                                                    | Elizabeth Berrington                              | Claudia Gáldy                                   | Dämon |                                       | 1.05–1.06, 2.04, 2.06       |
| Satan                                                                                    | Benedict Cumberbatch (Stimme)                     |                                                 | |                                       | 1.06                        |
| Saraqael                                                                                 | Liz Carr                                          | Judith Steinhäuser                              | Engel |                                       | 2.01–2.02, 2.06             |
| Hiob                                                                                     | Peter Davison                                     | Reinhard Scheunemann                            | |                                       | 2.02                        |
| Ennon                                                                                    | Ty Tennant                                        | Finn Posthumus                                  | Hiobs Sohn |                                       | 2.02                        |
| Mr. Brown                                                                                | Tim Downie                                        | Robert-Louis Griesbach                          | Ladenbesitzer |                                       | 2.02, 2.05–2.06             |
| Mrs. Sandwich                                                                            | Donna Preston                                     | Elisa Bannat                                    | Ladenbesitzerin |                                       | 2.03, 2.05–2.06             |
| Furfur                                                                                   | Reece Shearsmith                                  | Axel Malzacher                                  | Dämon |                                       | 2.04–2.06                   |

## Hintergrund

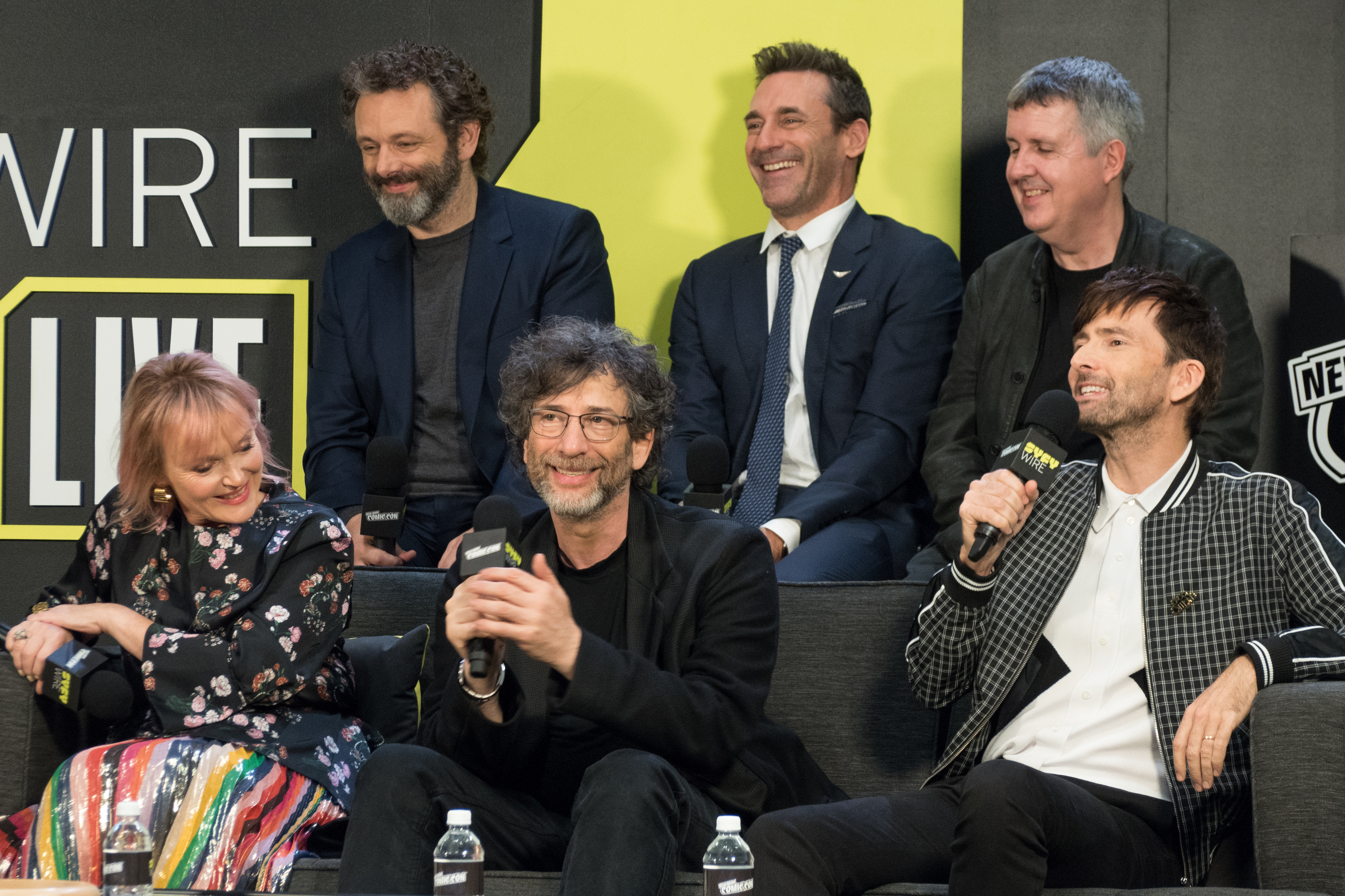
Good-Omens-Panel i.R.d. New York Comic Con (NYCC) 2019

### Frühere Anläufe
Pratchett und Gaiman hatten schon seit dem Erscheinen des Romans eine mögliche filmische Adaption geplant. Über die Jahre zogen sie diverse Regisseure und Drehbuchautoren heran, die jeweiligen Projekte verliefen immer wieder im Sande. Eine Drehbuchfassung des Romans hielt sich über mehrere Jahre und sollte 2002 von Terry Gilliam umgesetzt werden. Gilliam zufolge hatten Johnny Depp und Robin Williams ihr Mitwirken bereits zugesagt, die nötigen zusätzlichen 15 Mio. US-Dollar konnten trotzdem nicht aufgetrieben werden. 2011 wurde eine Fernsehserie aus der Feder von Terry Jones und Gavin Scott angekündigt, die Berichterstattung über die Zusammenarbeit endete an diesem Punkt und keine weiteren Vorhaben in diesem Zusammenhang wurden bekannt.
Nach Pratchetts Tod weigerte sich Gaiman, einen erneuten Anlauf ohne seinen Freund und Koautor zu wagen. Er änderte seine Entscheidung erst, als ihm aus Pratchetts Nachlass ein Brief zukam, in welchem dieser ihn ermutigte, das Projekt zu vollenden und die Adaption notfalls selbst in die Hand zu nehmen.

### Produktion
Nachdem Pratchett ihm posthum durch den aufgefundenen Brief seinen ausdrücklichen Segen erteilt hatte, erklärte sich Gaiman zu der Adaption bereit. Im Januar 2017 gab Amazon Studios bekannt, zusammen mit der BBC und Pratchetts Produktionsunternehmen eine 6-teilige Serie zu produzieren, welche zu diesem Zeitpunkt noch als eine abgeschlossene Miniserie gedacht war.
Neil Gaiman schrieb selbst das Drehbuch zu seinem und Pratchetts Roman, er agiert außerdem als Showrunner und Executive Producer des Projektes. Er kritisierte die Presse wiederholt für Überschriften wie „Neil Gaiman’s Good Omens“ (Variety) und erinnerte daran, dass es sich nicht allein um seinen Roman handele. Variety änderte daraufhin den Einleitungssatz der Online-Version entsprechend ab.
Im Sommer 2017 wurde bekannt, dass David Tennant den Dämon Crowley spielen werde und Michael Sheen den Engel Erziraphael. Pratchetts Sprecher und Freund Rob Wilkins kommentierte:

„Ich weiß genau, Terry wäre überglücklich. Als wir uns vor Jahren einmal über unsere absolute Traumbesetzung der beiden Hauptrollen unterhalten haben, war David Tennant dabei.“

Regie führte Douglas Mackinnon, er übernahm auch einen Teil der Geschäftsführung für die BBC. Die Produktion übernahmen BBC Studios, The Blank Corporation (Gaimans Produktionsfirma) und Narrativia (die von Pratchett gegründete Produktionsfirma liegt seit seinem Tod in der Hand seiner Tochter Rhianna). Die weiteren Geschäftsführer waren für The Blank Corporation Gaiman selbst und für Narrativia Pratchetts Assistent, Manager und Freund Rob Wilkins (verantwortet auch seit jeher Pratchetts offiziellen Twitter-Account „@terryandrob“).
Der Dreh begann im September 2017 und dauerte bis Februar 2018, die Postproduktion noch bis zum Jahresende.
Gedreht wurde in Südafrika, in und um London und in Surrey. Für das fiktive Dorf Tadfield diente der kleine Weiler Hambleden westlich von Marlow mit der oft in der Serie zu sehenden Kirche St Mary the Virgin.

### Veröffentlichung
Amazon sicherte sich das Erstveröffentlichungsrecht und zeigt die Serie weltweit zuerst über Prime Video ab dem 31. Mai 2019. Alle sechs Episoden wurden dabei gleichzeitig veröffentlicht. Die öffentlich-rechtliche British Broadcasting Corporation (Koproduzent) strahlte den Sechsteiler dann in wöchentlichen Folgen ab dem 15. Januar im zweiten Programm (BBC Two) aus. BBC Worldwide wird wohl die Fernseh-Erstausstrahlungen in anderen Ländern sowie die weitere Vermarktung der Serie verantworten. Die Ankündigung einer deutschsprachigen Fernsehausstrahlung steht noch aus. Seit 15. November 2019 ist die Serie, als DVD, in einer deutschen Fassungen verfügbar. Den Trailer zur Serie stellte Amazon von Beginn an auch in synchronisierter Fassung zur Verfügung.

## Fortsetzung
Nach der Veröffentlichung der ersten Staffel gaben Amazon Studios und BBC bekannt, dass sie Interesse an einer Fortsetzung hätten, es jedoch von Neil Gaiman abhängig sei. Dieser war weiteren Staffeln zugeneigt, da er und Terry Pratchett bereits den Plot für eine Fortsetzung geplant hatten, welche aus zeitlichen Gründen und letztendlich wegen Pratchetts Alzheimer-Erkrankung nicht umgesetzt werden konnte. Jedoch war fraglich, ob Gaiman neben seinen anderen Projekten genug Zeit finden würde. Weitere Unsicherheiten herrschten wegen der COVID-19-Pandemie.
Am 1. Mai 2020, anlässlich des 30. Jubiläum der Romanvorlage, wurde auf YouTube ein Video veröffentlicht, in welchem Michael Sheen und David Tennant in ihren Rollen als Erziraphael und Crowley in einem Telefonat den damaligen Lockdown in Großbritannien diskutieren.
Am 29. Juni 2021 wurde die zweite Staffel offiziell bestätigt. Die Dreharbeiten fanden vollständig in Schottland statt und begannen Ende 2021. Das Drehbuch wurde von Gaiman in Zusammenarbeit mit John Finnemore geschrieben. Douglas Mackinnon führte erneut bei der gesamten Produktion Regie und fungierte außerdem zusammen mit Gaiman sowohl als Showrunner als auch als Geschäftsführer. Weitere Geschäftsführer waren Rob Wilkins, John Finnemore und Josh Cole. Sheen und Tennant übernahmen erneut die Hauptrollen.
Am 28. Juli 2023 wurde die zweite Staffel, die ebenfalls 6 Episoden hat, bei Amazon Prime veröffentlicht.
Im Dezember 2023 wurde die 3. Staffel bestätigt, die wie die vorherigen Staffeln aus 6 Episoden bestehen sollte. Infolge der sexuellen Missbrauchsvorwürfe gegen Neil Gaiman wurde im Oktober 2024 jedoch bekannt gegeben, dass die dritte Staffel aus einer 90-minütigen Episode bestehen werden soll.

## Rezeption
Eine Gruppe US-amerikanischer fundamentalistischer Christen sammelte Berichten zufolge 20.000 Unterschriften im Rahmen einer Petition gegen die Produktion und Veröffentlichung der Serie durch Netflix. Die Petition war Teil einer sogenannten „Return to Order campaign“ (Rückkehr-zur-Ordnung-Kampagne), die eine Teilkampagne der Kampagne „Amerikanischen Gesellschaft für die Verteidigung der Tradition, der Familie und des Eigentums (American Society for the Defense of Tradition, Family, and Property)“ darstellt, die wiederum von der Stiftung für Christliche Zivilisation (The Foundation for a Christian Civilization, Inc.) ausgeht, einer traditionalistischen, privaten, nicht kirchlich anerkannten Organisation im römisch-katholischen Umfeld. Die Unterzeichner wandten sich gegen inhaltliche Aspekte der Sendung und kritisierten so beispielsweise den „ehrfurchtslosen Umgang der Sendung mit Themen wie Satanismus und dem Teufel“ sowie die Wahl einer Frau als Sprecherin der Stimme Gottes. Die Petition wurde zwischenzeitlich von der Webseite entfernt und in korrigierter Fassung (nicht Netflix produzierte und veröffentlichte die Serie, sondern Amazon) ein weiteres Mal online gestellt.

### Rezensionen
Good Omens wurde von Publikum und Kritik sehr positiv aufgenommen. Rotten Tomatoes errechnet in seiner Zusammenfassung von 79 Filmkritiken international anerkannter Rezensenten eine Zustimmungsrate von 84 % (Gütesiegel „Fresh“). Die 79 eingegangenen Kritiken vergaben im Schnitt 7,15 von 10 möglichen Punkten/Sternen. In einer Konsenszusammenfassung der Kritiker heißt es:

„A smörgåsbord of heavenly imagery and irreverent hilarity, Good Omens works thanks to Michael Sheen and David Tennant’s very-nearly-holy (or maybe unholy?) chemistry – though, at only six episodes long, it’s a rare adaptation that may have benefited from being a little less faithful to the good book.“

Auf Metacritic ging aus 19 gesammelten Kritiken eine Zustimmungsrate von 66 % hervor, der Sechsteiler erhielt damit die Kennzeichnung „Generally Favorable Reviews“ (hauptsächlich positive Kritiken).

### Auszeichnungen
Saturn Awards (2019; Block Fernsehen, Sparte Streaming-Produktionen)
- Beste Sci-Fi-, Action oder Fantasyserie (Good Omens, nominiert)
- Bester Hauptdarsteller (David Tennant, nominiert)
- Bester Nebendarsteller (Michael Sheen, nominiert)

Primetime Emmys (2019, Block Creative Arts Emmys, Sparten Kostüme und Musik)
- Herausragende Kostüme für eine Fantasy- oder Sci-Fi-Produktion (Claire Anderson, Bobbie Edwards, Beth Lewis)
- Herausragende Neukomposition für eine Miniserie, einen Fernsehfilm oder ein Special (David Arnold)
- Herausragende Titelmusik (David Arnold)